# Otakar Červený
Otakar Červený (14. ledna 1850 Hradec Králové – 8. září 1930 Praha) byl český podnikatel a významný představitel krajanského hnutí v Kyjevě, podporovatel vzniku československých legií v Rusku.

## Život

### Mládí a odjezd na Rus
Narodil se jako syn výrobce a vynálezce žesťových hudebních nástrojů z Hradce Králové Václava Františka Červeného. Vystudoval chemii a následně začal pracovat v rodinné firmě V. F. Červený. Roku 1867 založil a vedl filiálku továrny žesťových hudebních nástrojů v Kyjevě, kam se i s rodinou přestěhoval. Zde se stal významnou osobností zdejšího českého krajanského života. Žesťové nástroje dodával mj. pro dechové kapely carské armády, díky čemuž disponoval kontakty v armádních i dvorních kruzích. Přátelil se s básníkem Juliem Zeyerem a Janem Voborníkem, který také jejich korespondenci publikoval. Přispíval dary do sbírek Náprstkova muzea, s manželi Vojtou a Josefou Náprstkovými se také přátelil.

### Československý odboj

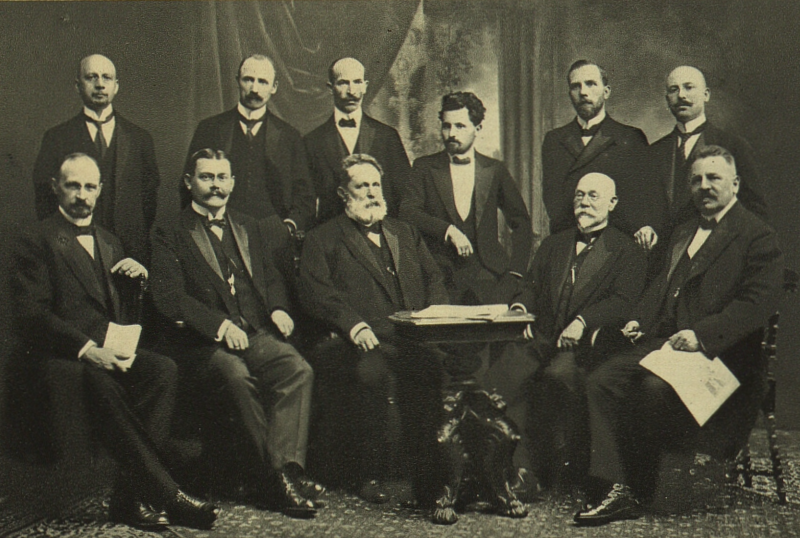
První sjezd delegátů českých a slovenských krajanských spolků na Rusi v Petrohradě, září 1914 (sedící zlevaː Bohumil Čermák, ?, Otakar Červený, Jiří Klecanda, ?, ?, stojící zlevaː ?, ?, Jozef Miloslav Országh, Louis Tuček, ?)

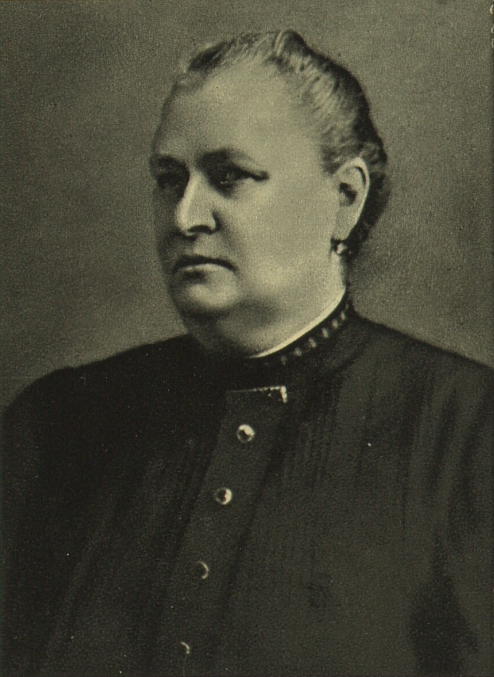
Marie Červená

Po vypuknutí první světové války se Kyjev záhy ocitl v blízkosti linií východní válečné fronty. Otakar Červený se záhy zapojil do aktivit směřujících ke vzniku československých samostatných jednotek a zřízení krajanské organizace v Kyjevě, která se vedle té petrohradské byla nejdůležitější v Rusku. Spolupracoval mj. s Josefem Dürichem, sdružení pak bylo v kontaktu s lidmi okolo exilové skupiny Tomáše Garrigue Masaryka, Edvarda Beneše a Milana Rastislava Štefánika, sdružené do tajné organizace Maffie. Při Masarykově pobytu v Kyjevě byl v domě Červených pod dobu své návštěvy ubytován. Červená se rovněž zapojila do činnosti spolku i do válečného úsilí. Je uváděna jako předsedkyně Červeného kříže v Kyjevě, rovněž docházela do vojenských lazaretů jako zdravotní sestra. Stala se známou pro svou materiální i psychickou podporu čs. legionářů, za kterou si vysloužila přízvisko matka československých vojáků na Rusi.

### Po roce 1917
Po ideovém rozkolu vedení kyjevského sdružení s Masarykovou skupinou roku 1917 se Otokar Červený spolu s Dürichem stáhl mimo dění. V listopadu 1917 pak proběhl v Ruském impériu socialistický převrat a vládu nad zemí přebrala komunistická vláda v Moskvě. V březnu 1918 pak uzavřela s mocnostmi Trojspolku separátní mír v Brestu-Litevském, Kyjev byl okupován německou armádou a v Rusku se následně rozpoutala občanská válka. Československé legie následně zahájily návrat do vlasti prostřednictvím tzv. Sibiřské anabáze, čímž byl přerušen kontakt mezi kyjevským ústředím. Po zabrání Kyjeva Rudou armádou byl Červený dvakrát na jistou dobu uvězněn jako podporovatel legií, bojujících v občanské válce na straně bělogvarnějců. Návrat Otokara a Marie Červených do Československa byl umožněn až po diplomatické intervenci TGM a čs. diplomatů v dubnu 1921.
Manželé pak nadále žili v Praze.

### Úmrtí
Otakar Červený zemřel 8. září 1930 v Praze ve věku 80 let. Jeho choť Marie zemřela roku 1932.